# Герман Майєр Соломон Гольдшмідт
Герман Майєр Соломон Гольдшмідт(нім. Hermann Mayer Salomon Goldschmidt; 17 червня 1802 — 26 квітня 1866) — німецький астроном й художник, що прожив більшу частину життя у Франції.

## Життєпис

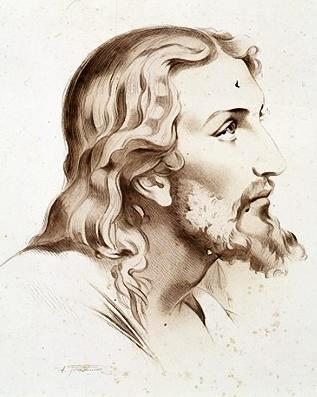
Христос — малюнок Гольдшмідта.

Народився у Франкфурті, в родині єврейського торговця. Переїхав до Парижа вчитися живопису, де написав ряд картин, після чого зацікавився астрономією.
У квітні 1861 року оголосив про відкриття дев'ятого супутника Сатурна між Титаном і Гіперіоном, якого він назвав Хірон. Тим не менш, він помилявся: супутника не існувало. Сьогодні ім'я Хірон носить зовсім інший об'єкт, незвичайний астероїд / комета 2060 Хірон.
Йому приписують перші спостереження (в 1820) тіньових хвиль, які з'являються за кілька хвилин до повного сонячного затемнення.
У 1861 році отримав Золоту медаль королівського астрономічного товариства. На честь його названий кратер Гольдшмідт на Місяці, а також астероїд 1614 Ґолдшмідт.

## Відкриті астероїди
| 21 Лютеція    | 15 листопада 1852 |
| 32 Помона     | 26 жовтня 1854    |
| 36 Аталанта   | 5 жовтня 1855     |
| 40 Гармонія   | 31 березня 1856   |
| 41 Дафна      | 22 травня 1856    |
| 44 Ніса       | 27 травня 1857    |
| 45 Євгенія    | 27 червня 1857    |
| 48 Доріда     | 19 вересня 1857   |
| 49 Палес      | 19 вересня 1857   |
| 52 Європа     | 4 лютого 1858     |
| 54 Александра | 10 вересня 1858   |
| 56 Мелета     | 9 вересня 1859    |
| 61 Даная      | 9 вересня 1860    |
| 70 Панопея    | 5 травня 1861     |